# Comana (Klein-Azië)

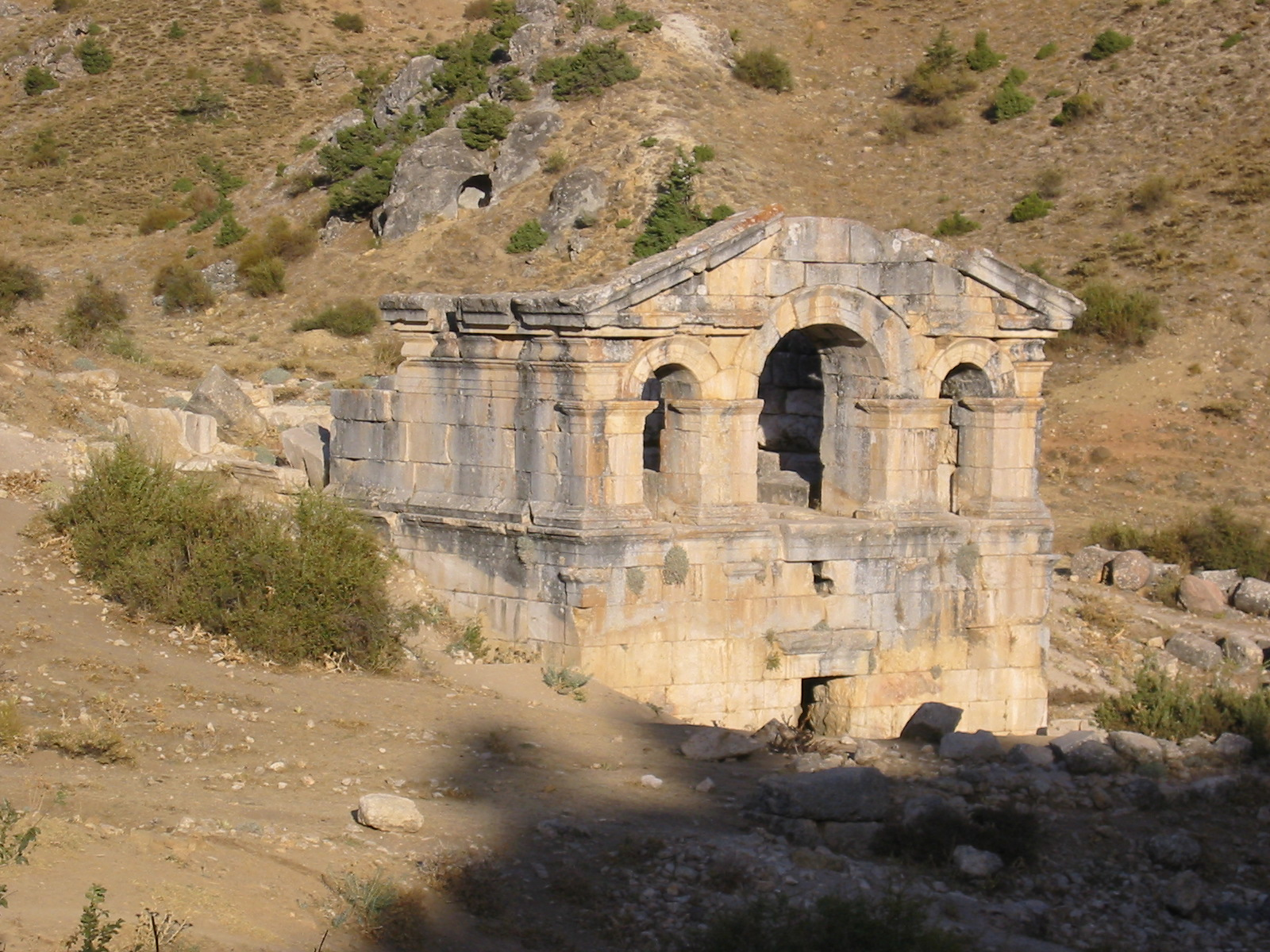
Ruïnes in Şar (Comana) in Tufanbeyli, Adana provincie

Comāna (Oudgrieks: τὰ Κόμανα, tà Kómana) was de naam van twee steden, de ene in Cappadocië aan de Sarus gelegen, de andere in Pontus aan de Iris.
Beide steden hadden een tempel, aan de gewapende godin Mâ gewijd, waar tempelslavinnen wapendansen uitvoerden. Vooral de Pontische tempel met zijn 6000 hiërodulen had een uitgestrekt landbezit, en de opperpriester ervan genoot een koninklijk aanzien. Misschien hebben die gewapende vrouwenscharen aanleiding gegeven, om in die streek aan de Thermōdon de woonplaats van de Amazonen te veronderstellen.

## Referentie
- art. Comāna, in J.G. Schlimmer - Z.C. De Boer, Woordenboek der Grieksche en Romeinsche Oudheid, Haarlem, 19203, p. 190.